# Heterochelus gifensis
Heterochelus gifensis är en skalbaggsart som beskrevs av Kulzer 1960. Heterochelus gifensis ingår i släktet Heterochelus och familjen Melolonthidae. Inga underarter finns listade i Catalogue of Life.